# Куснетсова
Куснетсова (эст. Kusnetsova), ранее Кузнецова (эст. Kuznetsova) — деревня в волости Сетомаа уезда Вырумаа, Эстония. Относится к нулку Юле-Пелска.
До административной реформы местных самоуправлений Эстонии 2017 года входила в состав волости Меремяэ (упразднена).

## География и описание
Расположена в 26 километрах к востоку от уездного центра — города Выру — и в 18 километрах к юго-западу от волостного центра — посёлка Вярска. Высота над уровнем моря — 96 метров.
Климат переходный от морского к континентальному. Официальный язык — эстонский. Почтовый индекс — 65370.

## Население
По данным переписи населения 2021 года, в Куснетсова насчитывалось 3 жителя, не эстонцы (сету в перечне национальностей выделены не были).
По данным переписи населения 2011 года, в деревне также проживали 3 человека, национальность неизвестна (сету в перечне национальностей выделены не были).
Численность населения деревни Куснетсова по данным переписей населения:
| Год  | 1959 | 1970 | 2000 | 2011 | 2021 |
| ---- | ---- | ---- | ---- | ---- | ---- |
| Чел. | 12   | ↘ 5  | ↗ 8  | ↘ 3  | → 3  |

## История
В письменных источниках 1686 года упоминается Кузнецова, 1859 года — Kusnetsova, 1882 года — Кузнецово (пустошь), 1904 года — Kuznetsova, Кузнецо́во (пустошь). По данным Якоба Хурта, здесь жили эстонцы-лютеране. 
В 1977–1997 годах Куснетсова была частью деревни Корски.

## Происхождение топонима
Название деревни может происходить от мызника Кузнецова, которому в XIX веке принадлежали несколько деревень в этом районе.

## Комментарии
1. ↑  Эстонские топонимы, оканчивающиеся на -а, не склоняются и не имеют женского рода (исключение — Нарва)[7].